# Independiente Deportivo Social Club
Independiente Deportivo Social Club es una entidad polideportiva argentina, con sede en Oliva, Provincia de Córdoba, Argentina. Fue fundado el 14 de abril de 1921. Su actividad principal es el baloncesto masculino, en el cual participa en la Liga Nacional de Básquet, máxima categoría de este deporte en Argentina.

## Historia
Fue fundado el 14 de abril de 1921 en la ciudad de Oliva, provincia de Córdoba, Argentina. Desde sus inicios se consolidó como una institución social y deportiva de relevancia en la región, desarrollando diversas disciplinas y actividades recreativas para la comunidad.
El baloncesto se convirtió con el tiempo en el deporte más representativo de la entidad. A lo largo de varias décadas, Independiente participó en torneos locales y provinciales hasta transformarse en un referente del interior cordobés. El crecimiento deportivo se vio acompañado por la inauguración en 2013 del Estadio Gigante de la Ruta 9, escenario que permitió potenciar la práctica competitiva y dar un salto de jerarquía a nivel nacional.
Durante cinco temporadas consecutivas, el club compitió en La Liga Federal, tercera categoría del básquet argentino, consolidándose como protagonista y sentando las bases de su crecimiento deportivo.
En 2021, la institución concretó una alianza con Tiro Federal de Morteros, mediante la cual obtuvo la plaza para disputar la Liga Argentina de Básquet 2021-22, segunda categoría del básquet argentino. En esa misma temporada, Independiente logró el mayor hito de su historia al consagrarse campeón del torneo, lo que le otorgó el ascenso a la Liga Nacional de Básquet, máxima división del país.
De esta manera, se convirtió en el primer club de la ciudad de Oliva en alcanzar dicho nivel, marcando un hecho histórico tanto para la institución como para el deporte cordobés. Desde su llegada a la élite, Independiente ha mantenido la competitividad en la LNB, consolidando su lugar en la liga y afianzando su identidad como el “Albirrojo”, emblema deportivo de Oliva.

## Instalaciones
El club cuenta con el «Estadio Gigante de la Ruta 9», inaugurado en 2013 y con capacidad para unos 1800 espectadores. Allí se disputan los encuentros oficiales del primer equipo de baloncesto en la Liga Nacional de Básquet, además de competencias de divisiones formativas y torneos regionales.
El estadio no solo es sede de la actividad basquetbolística, sino que también se utiliza para la práctica de otras disciplinas deportivas, eventos sociales y culturales de la ciudad de Oliva, constituyéndose en uno de los principales espacios deportivos del interior de la provincia de Córdoba.

## Datos del club
Total de temporadas en ADC: 10
- Temporadas en primera división: 4
  - Liga Nacional de Básquet: 4 (2022-23 - 2025-26)

- Temporadas en segunda división: 1
  - La Liga Argentina: 1 (2021-22)

- Temporadas en tercera división: 5
  - La Liga Federal: 5 (2016-17 - 2021)

## Palmarés
| Torneos nacionales (1/0) | Torneos nacionales (1/0) | Torneos nacionales (1/0) |
| Competición              | Títulos                  | Subcampeonatos           |
| Segunda División         | Segunda División         | Segunda División         |
| ------------------------ | ------------------------ | ------------------------ |
| La Liga Argentina (1/0)  | 2021-22                  |                          |